# Vicia kulingana
Vicia kulingana là một loài thực vật có hoa trong họ Đậu. Loài này được L.H.Bailey miêu tả khoa học đầu tiên.